# Louis-Joseph Lebret
Pour les articles homonymes, voir Lebret (homonymie).
 (mars 2014).
Si vous disposez d'ouvrages ou d'articles de référence ou si vous connaissez des sites web de qualité traitant du thème abordé ici, merci de compléter l'article en donnant les références utiles à sa vérifiabilité et en les liant à la section « Notes et références ».
Louis-Joseph Lebret, né le 26 juin 1897 au Minihic sur Rance et mort le 20 juillet 1966 à Paris, est un économiste et prêtre dominicain français. Il crée en 1942 Économie et humanisme, un centre de recherche et d'action en économie et un grand nombre d'associations pour le développement économique et social à travers le monde, dont l’Irfed à Paris.
Il est un de ceux qui introduisent la préoccupation pour le développement global à l'intérieur de l'Église catholique, un développement de la personne et des groupes sociaux. Il fit prendre conscience à l'Église et au monde occidental des enjeux du sous-développement et de la nécessaire solidarité avec les pays pauvres. Il participa à la rédaction des documents conciliaires (Gaudium et Spes) et fut l'inspirateur de l'encyclique  Populorum progressio. Il collabora notamment avec Henri Desroche, François Perroux, Roland Colin et Vincent Cosmao.

## Biographie

### Jeunesse et études
Louis-Joseph Lebret est né en Bretagne, au Minihic sur Rance, non loin de Saint-Malo sous le nom de Louis-Marie Nicolas Lebret, le 26 juin 1897, dans une famille de forte tradition maritime. Ses études le conduisent au collège Saint-Charles de Saint-Brieuc, aujourd'hui également lycée et collège, en classe préparatoire à la navigation, puis à entrer à l’École navale.

### Parcours professionnel
Il en sort officier de marine et participe à la Première Guerre mondiale dans les escadres du Liban. Sa vocation religieuse s’affirmant, il quitte la marine en 1923 et devient dominicain. Il s'intéresse tout particulièrement aux pêcheurs bretons. Il va à leur contact et prend de nombreuses photos. Il fait prendre conscience de leurs conditions.
Après sa formation théologique, il est affecté en 1929 à Saint-Malo où sa sensibilité aux choses et aux gens de la mer le conduit à organiser une action sociale et syndicale de grande envergure touchant le monde des marins-pêcheurs sur toutes les côtes françaises. Il fonde cette approche sur des enquêtes approfondies auprès de ces marins-pêcheurs exprimant leurs problèmes, leurs besoins, en vue d’en rechercher les solutions. Il inaugure ainsi la voie des « enquêtes-participations », basée sur la méthode de la Recherche-Action.

## Recherche en économie

### L'économie humaine
En 1941, il fonde, dans la région lyonnaise, l'association Économie et humanisme, qui a pour but d’étudier les réalités humaines et sociales dans leur complexité et leur globalité, se proposant de « remettre l’économie au service de l'homme ». Henri Desroche fait partie de la direction de l'association, mais il s'en sépare en 1950, sur pressions du Vatican, après s'être rapproché du marxisme.
L.-J. Lebret est aussi le pionnier d’une conception et d’une pratique nouvelles d’aménagement du territoire, en compagnie de François Perroux. Tous deux sont à l'origine du concept « d’économie humaine » visant « le développement de tout l’homme et de tous les hommes ».
Dès 1947, il est invité au Brésil et est impliqué dans des projets de portée comparable. Il y retourne à de nombreuses reprises et est reconnu par les Nations unies comme expert de premier plan pour ce qui concerne l’inégalité des niveaux de vie dans le monde.
Cette vocation d’ouverture internationale le conduit, en mars 1958, à fonder l'Institut international de recherche et de formation éducation et développement (Irfed), devenu le Centre international Développement et civilisations - Lebret-Irfed, afin de promouvoir les méthodes d’un développement global, harmonisé, « autopropulsé », incitant le passage de l’économie humaine à la démocratie économique, en vue du développement des peuples. L’Irfed est également un outil de formation pour les acteurs de développement, s’inscrivant dans la voie de la recherche-action.
En 1955, le père Lebret crée avec l'abbé Pierre l'Institut de recherche et d'action sur la misère du monde (IRAMM) qui deviendra l’Institut de recherche et d'applications des méthodes de développement (IRAM) en 1957.

### Recherches-actions internationales
Tout en poursuivant, avec ses équipiers, son action au Brésil et dans différents pays de l’Amérique latine (Chili, Colombie, Uruguay, Pérou, Venezuela…), il est appelé, dès octobre 1958, à conseiller le chef du premier gouvernement sénégalais, Mamadou Dia, pour sa stratégie et sa pratique du développement. Cette mission se poursuivra sur les années suivantes. Il donne également des consultations dans d'autres pays africains. Dans la même période, il devient conseiller de la présidence et du gouvernement libanais, où il s’attache à une définition du développement, respectant la diversité culturelle dans un contexte de pluralité religieuse.
Entre janvier 1959 et novembre 1960, il travaille au Sud-Viêt Nam. En 1960, à la demande du président du Liban Fouad Chéhab, il y intervient avec une équipe de l'Irfed et réalise une étude socio-économique dans tout le pays de 1960 à 1964.
La revue de l'Irfed, Développement et Civilisations, dont le titre s’accorde aux engagements de l’équipe Lebret, contribue à la capitalisation des idées et des expériences.

### Inspirateur de la pensée du développement économique dans l’Église catholique
Parallèlement à ces activités, le père Lebret est appelé par le pape Paul VI – auprès duquel il a une audience particulièrement marquante - à être expert du Concile Vatican II. 
Il sera par la suite l’inspirateur essentiel de l’encyclique sur le développement des peuples (« Populorum progressio », publiée en 1967). Même si ce texte est publié après sa mort, il doit beaucoup aux inspirations de Lebret. Fait rarissime dans une encyclique à l'époque, il est cité par le Pape dans la version finale du texte (§14).
Il est aussi appelé à représenter le Saint-Siège à la première CNUCED (Conférence des Nations unies pour le Commerce et le Développement) qui s’est tenue à Genève en 1965.
Il meurt à Paris le 20 juillet 1966.

## Ouvrages[6]
- L.-J. Lebret et Henri Desroche, La communauté Boimondau, L'Arbresle, Économie et Humanisme, 1944
- L-J Lebret et R. Bride, "Guide pratique de l'enquête sociale III. L'enquête urbaine. L'analyse de quartier et de la ville. PUF, Paris, 1955
- L.-J. Lebret, Dimensions de la charité, Les Éditions ouvrières, Paris, 1958
- L.-J. Lebret, Dynamique concrète du développement, Les Éditions ouvrières, Paris, 1967
- L.-J. Lebret, Suicide ou survie de l’Occident ?, Collection Économie Humaine, Les Éditions ouvrières, Paris, 1958
- L.-J. Lebret, A. Piettre, A. Sauvy, R. Delprat, Niveaux de vie, besoins et civilisation, Economie et Civilisation, tome 1.  Collection Économie Humaine, Les Éditions ouvrières, Paris, (avant 1958)
- L.-J. Lebret, J.-M. Albertini, S.-H. Frankel, G. Célestin. François Perroux, Science économique et développement, Economie et Civilisation, tome 2.  Collection Économie Humaine, Éditions ouvrières, Paris, (avant 1958)

Principaux autres ouvrages de L.-J. Lebret chez Les Éditions ouvrières, Paris,
- Découverte du Bien Commun (traduit en espagnol)
- Guide du Militant, 2 vol. (traduits en espagnol)
- De l'efficacité politique du chrétien (traduit en espagnol)
- Principes pour l'action (traduit en portugais)
- Action, marche vers Dieu (traduit en allemand et en portugais)
- Montée Humaine (traduit en anglais)
- Civilisation
- Appels au Seigneur (traduit en allemand, en espagnol et en néerlandais)
- La France en transition

Principaux autres ouvrages de L.-J. Lebret (en collaboration) chez Les Éditions ouvrières, Paris,
- Aménagement des territoires
- Tensions du monde moderne
- Connaître une population
- Au contact des forces vivantes
- Principes et perspectives d'une économie humaine
- Positions-clés
- Rajeunir l'examen de conscience (traduit en allemand, en espagnol, en italien, en néerlandais et en portugais)

## Organismes se situant dans l’héritage de L.-J. Lebret
- Bretagne espérance et solidarité, Saint Gilles du Mené, Côtes d’Armor (France)
- Centre international Développement et civilisations - Lebret-Irfed, Paris (France) et Genève (Suisse)
- IRFED Europe[7]
- Économie et humanisme, Lyon, France (disparu en 2007)
- Institut libanais pour le développement économique et social (ILDES), Beyrouth (Liban)[8]
- Centre L.-J. Lebret, Dakar (Sénégal)
- Les Amis du père Lebret, Paris (France)
- Institut de recherches et d'applications des méthodes de développement (Iram)[9]
- Habitat, santé, développement (HSD), Montreuil-sous-Bois (France)
- Développements et Humanisme[10]
- Centre latino-américain d'économie humaine (es) (CLAEH, Montevideo, Maldonado, Tacuarembó - Uruguay)
- Réseau International de l'Économie Humaine (blog)

## Hommage
- La commune du Minihic-sur-Rance lui a rendu hommage en donnant son nom à une de ses voies : la rue du Révérend Père Lebret.
- Cancale et Rennes[11] ont également une rue du Père Lebret.

## Sources
- Les archives personnelles du père Lebret sont conservées aux Archives nationales dans la sous-série 45AS (versements 19860461 et 20000035) : Inventaire du fonds 45AS.